# هارفي إي. جوردن
هارفي إي. جوردن (بالإنجليزية: Harvey Ernest Jordan)‏ هو أستاذ جامعي أمريكي، ولد في 14 أغسطس 1878 في كوبرسبورغ في الولايات المتحدة، وتوفي في 1963 في شارلوتسفيل في الولايات المتحدة.